# Zarfatische Sprache
Zarfatisch, Judäo-Französisch oder Judenfranzösisch (auch Judenaltfranzösisch) ist eine ausgestorbene romanische Sprache, die von den Juden Nordfrankreichs (d. h. im Bereich der langues d’oïl), in Flandern und den jüdischen Gemeinden des Rheinlands (Mainz, Frankfurt am Main u. a.) gesprochen wurde. Der Status des Zarfatischen als eigenständige Sprache in Abgrenzung zum Altfranzösischen ist unter Linguisten jedoch umstritten.

## Etymologie und Geschichte
Die Bezeichnung Zarfatisch geht auf den hebräischen Namen für „Frankreich“ zurück: Tzarfat (צרפת). Dieser wiederum leitet sich (aus unbekannten Gründen) vom biblisch tradierten phönizischen Namen der Stadt Sarafand (الصرفند) im Libanon, Sarepta, ab.
Nachdem die Juden ab dem 11. Jahrhundert in mehreren Wellen, erstmals 1182, erneut 1306 und endgültig 1394, aus Frankreich vertrieben wurden und zum Teil nach Osten in das Heilige Römische Reich flüchteten, entwickelte sich durch die weitgehende Übernahme des Mittelhochdeutschen eine neue Sprache, das Jiddische. Mit der endgültigen Enteignung und Vertreibung aus Frankreich in den Jahren 1306 unter Philipp IV. und 1394 unter Karl VI. wurde dem Zarfatischen der Boden entzogen, und die Sprache starb im 14. Jahrhundert aus.

## Schriftsprache
Die Sprache wurde in einer Variante des hebräischen Alphabets geschrieben und ist erstmals in Glossen von biblischen und talmudischen Texten der Rabbis Mosche ha-Darschan und Raschi aus dem 11. Jahrhundert belegt.
Eine Besonderheit der zarfatischen Sprache war der Umstand, dass sie sehr ausgiebig Gebrauch vom tiberiensischen System der „Punktierung“ (hebr. Nikkud) machte, um die Vokale des Altfranzösischen besser abzubilden. Im Vergleich zu anderen judäo-romanischen Sprachen und zum Jiddischen enthielt das Zarfatische weniger Lehnwörter aus dem Hebräischen.